# Cup of China 2023
Cup of China 2023, или Гран-при Китая по фигурному катанию 2023 года (кит. упр. 2023年中国杯世界花样滑冰大奖赛), — международный турнир по фигурному катанию, организованный Ассоциацией фигурного катания Китая. Четвёртый этап Гран-при сезона 2023/24, который прошёл под эгидой Международного союза конькобежцев.
Соревнования прошли с 10 по 12 ноября 2023 года на льду «Культурно-спортивного центра Хуаси» в Чунцине, Китай. Фигуристы разыграли четыре комплекта медалей: в мужском и женском одиночном катании, в парном катании и танцах на льду. Общий призовой фонд турнира составил 180000 долларов США.

## Расписание
| Дата                    | Время | Дисциплина                | Программа                 |
| ----------------------- | ----- | ------------------------- | ------------------------- |
| 10 ноября               | 15:30 | Танцы на льду             | Ритм-танец                |
| 10 ноября               | 17:10 | Женщины                   | Короткая                  |
| 10 ноября               | 19:00 | Мужчины                   | Короткая                  |
| 10 ноября               | 20:50 | Спортивные пары           | Короткая                  |
| 11 ноября               | 14:30 | Танцы на льду             | Произвольная              |
| 11 ноября               | 16:30 | Женщины                   | Произвольная              |
| 11 ноября               | 18:40 | Мужчины                   | Произвольная              |
| 11 ноября               | 21:00 | Спортивные пары           | Произвольная              |
| 12 ноября               | 14:30 | Показательные выступления | Показательные выступления |
| Часовой пояс — UTC+8:00 |       |                           |                           |

## Ход соревнований

### Мужчины
В короткой программе первенствовал действующий чемпион мира Сёма Уно (Япония). Он более чем на 10 баллов опередил чемпионата Европы Адама Сяо Хим Фа (Франция), который ошибся при исполнении четверного тулупа.
В ходе произвольной француз выполнил четыре четверных — сольные лутц, сальхов, тулуп, ещё один тулуп был сделан в каскаде. Непрыжковые элементы — вращения и дорожка шагов — были оценены на максимальный четвёртый уровень. Сяо Хим Фа улучшил личный рекорд по произвольной 207,17, а в сумме набрал 298,38 балла.
После Сяо Хим Фа на лёд вышел Уно. На старте своей произвольной японец допустил две ошибки — упал с четверного риттбергера и выполнил всего лишь два оборота на флипе вместо четырёх запланированных. Затем он собрался, но начальные ошибки не позволили сохранить первое место. Произвольная — 174,73, сумма — 279,98.
Бронзу завоевал Михаил Шайдоров (Казахстан), для которого эта медаль стала для него первой в карьере в рамках турниров Гран-при. На трёх прыжках он получил «q» за небольшой недокрут. В произвольной программе под «Кармину Бурану» набрал 174,52, в общем за два проката — 264,46, обновив личный рекорд во всех сегментах.

### Женщины
Хана Ёсида (Япония) исполнила в произвольной программе тройной аксель с небольшим недокрутом и степ-аутом. В дальнейшем выполнила семь тройных прыжков и заработала максимальный уровень на непрыжковых элементах, набрав за прокат 139,32. Она поднялась с третьего места на первое с общим результатом 203,97 балла.
Победительница Гран-при Канады 2022 года Ринка Ватанабэ (Япония) заработала во второй день соревнований 138,13, что стало для неё лучшим результатом в сезоне. Её произвольная включала семь тройных и вращения максимального уровня. В сумме она получила 203,22 балла и уступила лишь Ёсиде, завоевав серебряную медаль.
Лидером соревнований после короткой программы была двукратная медалистка чемпионата мира Луна Хендрикс (Бельгия). В произвольной она недокрутила тройные флип и тулуп, и потеряла уровень на двух вращениях. За «разочаровывающий» прокат набрала 130,84, став третьей как по произвольной, так и по сумме баллов — 201,49.

### Парное катание
Дианна Стеллато-Дудек и Максим Дешам (Канада) в своей произвольной программе «Интервью с вампиром» исполнили тройную подкрутку, поддержки четвёртого уровня и секвенцию из тулупа и двух акселей. Они получили за произвольную 131,09 баллов, чего оказалось достаточно для уверенной победы с запасом в 10 очков — 201,48.
У Ребекки Гиларди и Филиппо Амброзини (Италия) также была постановка на вампирскую тематику — произвольная программа «Дракула». В этом сегменте они набрали 124,67 баллов, исполнив тройную подкрутку, сложную поддержку и два тройных выброса — лутц и сальхов, с последнего Гиларди упала. Суммарный результат — 191,00.
Пэн Чэн и Ван Лэй (Китай), которые ранее в сезоне победили на Shanghai Trophy, остановились на третье строчке. В произвольной пара упала на первом элементе — тройном тулупе. Затем они реабилитировались, выполнили тройную подкрутку, выбросы риттбергер и сальхов в три оборота, набрав 115,15. В итоге получили 178,06 балла.

### Танцы на льду
В ритм-танце Пайпер Гиллес и Поль Пуарье (Канада) неожиданно стали лишь вторыми, уступив Маржори Лажуа и Закари Лаге (Канада). Во второй день соревнований Гиллес и Пуарье представили танец «Грозовой перевал», наполненный сложной комбинацией из шагов и поворотов, новаторскими связующими элементами и поддержками.
Благодаря исполнению произвольного танца, за которой Гиллес и Пуарье набрали 126,79 баллов, получив максимальный уровень за поддержки, танцевальные вращения и твиззлы, они поднялись со второго на первое итоговое место с 207,83 баллами. Одержав победы на Гран-при Канады и Гран-при Китая они прошли в финальный турнир.
Промежуточные лидеры Лажуа и Лага успешно исполнили произвольный танец под композицию «Розы» квебекского композитора Жана-Мишеля Бле, установив личный рекорд сегменте — 124,00. По сумме показали результат в 206,02 баллов. Тем самым завоевали второе серебро Гран-при в сезоне, ранее стали вторыми на турнире в США.
Чемпионы четырёх континентов 2022 года Кэролайн Грин и Майкл Парсонс (США) в произвольном танце исполнили «лощёные» элементы, получив максимальный четвёртый уровень за поддержки и танцевальное вращение, и набрали 113,26 балла. Они оказались третьими и в короткой, и в произвольной программах с общей суммой 189,33.

## Результаты

### Мужчины
| Место | Фигурист             | Страна           | Сумма баллов | Короткая программа | Короткая программа | Произвольная программа | Произвольная программа |
| ----- | -------------------- | ---------------- | ------------ | ------------------ | ------------------ | ---------------------- | ---------------------- |
| 1     | Адам Сяо Хим Фа      | Франция          | 298,38       | 2                  | 91,21              | 1                      | 207,17                 |
| 2     | Сёма Уно             | Япония           | 279,98       | 1                  | 105,25             | 2                      | 174,73                 |
| 3     | Михаил Шайдоров      | Казахстан        | 264,46       | 3                  | 89,94              | 3                      | 174,52                 |
| 4     | Кадзуки Томоно       | Япония           | 251,95       | 6                  | 80,50              | 4                      | 171,45                 |
| 5     | Габриеле Франджипани | Италия           | 251,59       | 5                  | 85,19              | 6                      | 166,40                 |
| 6     | Сота Ямамото         | Япония           | 245,58       | 8                  | 75,48              | 5                      | 170,10                 |
| 7     | Цзинь Боян           | Китай            | 237,28       | 4                  | 87,44              | 7                      | 149,84                 |
| 8     | Ли Сихён             | Республика Корея | 209,13       | 9                  | 74,43              | 8                      | 134,70                 |
| 9     | Джимми Ма            | США              | 205,16       | 7                  | 77,29              | 10                     | 127,87                 |
| 10    | Сюй Цзюйвэнь         | Китай            | 193,79       | 10                 | 65,57              | 9                      | 128,22                 |
| 11    | Дай Дайвэй           | Китай            | 185,56       | 11                 | 64,25              | 11                     | 121,31                 |
| 12    | Люка Бруссар         | США              | 181,15       | 12                 | 61,05              | 12                     | 120,10                 |

### Женщины
| Место | Фигуристка         | Страна           | Сумма баллов | Короткая программа | Короткая программа | Произвольная программа | Произвольная программа |
| ----- | ------------------ | ---------------- | ------------ | ------------------ | ------------------ | ---------------------- | ---------------------- |
| 1     | Хана Ёсида         | Япония           | 203,97       | 3                  | 64,65              | 1                      | 139,32                 |
| 2     | Ринка Ватанабэ     | Япония           | 203,22       | 2                  | 65,09              | 2                      | 138,13                 |
| 3     | Луна Хендрикс      | Бельгия          | 201,49       | 1                  | 70,65              | 3                      | 130,84                 |
| 4     | Нина Петрыкина     | Эстония          | 188,04       | 4                  | 62,58              | 4                      | 125,46                 |
| 5     | Мадлен Скизас      | Канада           | 179,58       | 7                  | 61,53              | 5                      | 118,05                 |
| 6     | Ким Йерим          | Республика Корея | 176,68       | 8                  | 59,56              | 6                      | 117,12                 |
| 7     | Екатерина Куракова | Польша           | 173,15       | 9                  | 57,37              | 7                      | 115,78                 |
| 8     | Чэнь Хунъи         | Китай            | 168,66       | 5                  | 62,57              | 8                      | 106,09                 |
| 9     | Одри Шин           | США              | 156,84       | 10                 | 50,97              | 9                      | 105,87                 |
| 10    | Чжу И              | Китай            | 154,58       | 11                 | 50,96              | 10                     | 103,62                 |
| 11    | Ань Сянъи          | Китай            | 152,36       | 6                  | 61,86              | 11                     | 90,50                  |

### Парное катание
| Место | Спортивная пара                      | Страна   | Сумма баллов | Короткая программа | Короткая программа | Произвольная программа | Произвольная программа |
| ----- | ------------------------------------ | -------- | ------------ | ------------------ | ------------------ | ---------------------- | ---------------------- |
| 1     | Дианна Стеллато-Дудек / Максим Дешам | Канада   | 201,48       | 1                  | 70,39              | 1                      | 131,09                 |
| 2     | Ребекка Гиларди / Филиппо Амброзини  | Италия   | 191,00       | 2                  | 66,33              | 2                      | 124,67                 |
| 3     | Пэн Чэн / Ван Лэй                    | Китай    | 178,06       | 3                  | 62,91              | 3                      | 115,15                 |
| 4     | Анника Хокке / Роберт Кункель        | Германия | 170,65       | 4                  | 60,76              | 4                      | 109,89                 |
| 5     | Чжан Сыян / Ян Юнчао                 | Китай    | 161,65       | 5                  | 58,71              | 6                      | 102,94                 |
| 6     | Анна Валези / Мануэль Пьяцца         | Италия   | 160,65       | 6                  | 55,55              | 5                      | 105,10                 |
| 7     | Ван Юйчэнь / Чжу Лэй                 | Китай    | 139,35       | 7                  | 49,95              | 8                      | 89,40                  |
| 8     | Мария Мохова / Иван Мохов            | США      | 134,81       | 8                  | 42,65              | 7                      | 92,16                  |

### Танцы на льду
| Место | Танцевальная пара              | Страна  | Сумма баллов | Ритм-танец | Ритм-танец | Произвольный танец | Произвольный танец |
| ----- | ------------------------------ | ------- | ------------ | ---------- | ---------- | ------------------ | ------------------ |
| 1     | Пайпер Гиллес / Поль Пуарье    | Канада  | 207,83       | 2          | 81,04      | 1                  | 126,79             |
| 2     | Маржори Лажуа / Закари Лага    | Канада  | 206,02       | 1          | 82,02      | 2                  | 124,00             |
| 3     | Кэролайн Грин / Майкл Парсонс  | США     | 189,33       | 3          | 76,07      | 3                  | 113,26             |
| 4     | Эва Пейт / Логан Бай           | США     | 184,58       | 4          | 73,29      | 4                  | 111,29             |
| 5     | Лоисья Демужо / Тео Ле Мерсье  | Франция | 180,10       | 7          | 70,18      | 5                  | 109,92             |
| 6     | Эмили Братти / Иан Сомервилл   | США     | 179,39       | 5          | 71,17      | 7                  | 108,22             |
| 7     | Мария Казакова / Георгий Ревия | Грузия  | 178,86       | 6          | 70,58      | 6                  | 108,28             |
| 8     | Чэнь Сицзы / Син Цзянин        | Китай   | 159,72       | 8          | 62,05      | 8                  | 97,67              |
| 9     | Ши Шан / У Нань                | Китай   | 138,86       | 9          | 51,80      | 9                  | 87,06              |